# 멍크턴 호크스
| 멍크턴 호크스 |                                                                 |
| 콘퍼런스      |                                                                 |
| 디비전        | 노스 디비전 (1987년~1991년) 애틀랜틱 디비전 (1991년~1994년)     |
| 설립연도      | 1987년                                                          |
| 해체연도      | 1994년                                                          |
| 역사          | 보스턴 브레이브스 (1971년~1974년) 멍크턴 호크스 (1989년~1994년) |
| 경기장        | 멍크턴 콜리세움                                                 |
| 연고지        | 뉴브런즈윅주 멍크턴                                             |
| 상징색        | 빨강, 파랑                                                      |
| 구단주        |                                                                 |
| 단장          |                                                                 |
| 감독          |                                                                 |
| NHL 제휴      |                                                                 |
| ECHL 제휴     |                                                                 |
| 정규시즌 우승 |                                                                 |
| 콘퍼런스 우승 |                                                                 |
| 디비전 우승   |                                                                 |
| 칼더 컵       |                                                                 |
| 영구 결번     |                                                                 |

멍크턴 호크스(Moncton Hawks)는 캐나다 뉴브런즈윅주 멍크턴을 연고지로 하는 1987년부터 1994년까지 AHL 소속되었던 아이스 하키팀이다.

## 역대 홈경기장
| 멍크턴 호크스   |               |          |                     |      |
| 경기장          | 사용기간      | 수용인원 | 장소                | 비고 |
| 멍크턴 콜리세움 | 1987년~1994년 | 6,554명  | 뉴브런즈윅주 멍크턴 | 빈칸 |